# Санґдег (Резваншагр)
Санґдег (перс. سنگده) — село в Ірані, у дегестані Їлакі-є-Арде, у бахші Паре-Сар, шагрестані Резваншагр остану Ґілян. За даними перепису 2006 року, його населення становило 143 особи, що проживали у складі 39 сімей.

## Клімат
Середня річна температура становить 10,43°C, середня максимальна – 25,64°C, а середня мінімальна – -5,60°C. Середня річна кількість опадів – 403 мм.
| Клімат поселення                              | Клімат поселення | Клімат поселення | Клімат поселення | Клімат поселення | Клімат поселення | Клімат поселення | Клімат поселення | Клімат поселення | Клімат поселення | Клімат поселення | Клімат поселення | Клімат поселення | Клімат поселення |
| Показник                                      | Січ.             | Лют.             | Бер.             | Квіт.            | Трав.            | Черв.            | Лип.             | Серп.            | Вер.             | Жовт.            | Лист.            | Груд.            |                  |
| Середній максимум, °C                         | 6,72             | 6,54             | 8,53             | 14,23            | 19,61            | 23,96            | 25,64            | 25,30            | 21,09            | 18,33            | 11,27            | 7,34             |                  |
| Середня температура, °C                       | 0,65             | 0,46             | 2,46             | 8,15             | 13,54            | 17,89            | 21,14            | 20,82            | 16,61            | 13,85            | 6,80             | 2,86             |                  |
| Середній мінімум, °C                          | −5,42            | −5,6             | −3,62            | 2,08             | 7,47             | 11,81            | 16,66            | 16,33            | 12,12            | 9,35             | 2,30             | −1,63            |                  |
| Норма опадів, мм                              | 33               | 32               | 50               | 54               | 42               | 19               | 12               | 14               | 27               | 42               | 36               | 42               |                  |
| Середньомісячна швидкість вітру, м/с          | 2.10             | 2.52             | 2.57             | 2.72             | 2.23             | 2.11             | 2.32             | 2.17             | 1.87             | 1.94             | 2.07             | 1.96             |                  |
| Середньомісячна сонячна радіація, кДж/м²·день | 7302             | 9834             | 12111            | 16212            | 20061            | 22975            | 23432            | 20040            | 16999            | 12035            | 8883             | 6923             |                  |
| --------------------------------------------- | ---------------- | ---------------- | ---------------- | ---------------- | ---------------- | ---------------- | ---------------- | ---------------- | ---------------- | ---------------- | ---------------- | ---------------- | ---------------- |
| Джерело:                                      |                  |                  |                  |                  |                  |                  |                  |                  |                  |                  |                  |                  |                  |